# Swissôtel Nankai
Le Swissôtel Nankai (スイスホテル南海大阪) est un gratte-ciel construit à Osaka de 1988 à 1990. Il abrite un hôtel de la chaine suisse Swissôtel. À sa construction en 1990 c'était l'un des plus hauts immeuble de l'agglomération d'Osaka. Depuis il a été dépassé par beaucoup d'autres gratte-ciel.
L'immeuble a été conçu par l'agence d'architecture Nikken Sekkei, la plus importante du Japon.